# Kanika Kapoor
Kanika Kapoor (Lucknow, Uttar Pradesh, 21 de abril de 1981) es una cantante de playback india.
Criada en Lucknow, a la edad de 12 años, Kapoor comenzó a estudiar música clásica bajo la tutela del músico Ganesh Prasad Mishra, desde Varanasi y en la que fue acompañada por él para ofrecer una serie de conciertos de música clásica en su país India. Durante ese tiempo hizo un truco en el "All India Radio", luego se trasladó a Mumbai para trabajar en la industria de la música. 
En el 2012, Kapoor lanzó su primer video musical de la canción titulada "Jugni Ji", junto con el Dr. Zeus. La pista se convirtió en uno de los mayores éxitos ese mismo año. Luego conoce a Bros Anjjan y le preguntó a Kapoor, si ella podría interpretar una canción titulada "Baby Doll" para Ragini MMS 2 (2014). Esta canción fue ganadora en los Premios de "Mirchi Music", además esta canciónh se posesionó en el puesto número uno en las listas musicales de la India. También esta canción recibió el premio "Stardust", incluyendo a Kapoor para ser nominada como la mejor cantante femenina. Ese mismo año colaboró de nuevo con el Dr. Zeus junto a Vishal-Shekhar, para interpretar una canción titulada "Lovely", en la que fue producida por "Deepika Padukone" en las fiestas de años nuevo. La banda sonora del álbum también incluye un remix en su versión Punjabi de la canción titulada "Kamli".  En el 2015, colaboró de nuevo con Meet Bros Anjjan, para interpretar una canción titulada "Chittiyaan Kalaiyaan" en Roy y fue la cantante de playback, Sunny Leone, quien colabora con ella en la canción titulada "Desi Look", en la película titulada "Ek Paheli Leela".

## Discografía
- 2012: "Jugni Ji" (featuring Shortie) produced by Dr. Zeus
- 2014 "Baby Doll" with Meet Bros Anjjan from the film Ragini MMS 2
  - "Baby Doll" (Remix Version)
- "Lovely" and "Kamlee" with Ravindra Upadhyay, Miraya Varma, Fateh from the film Happy New Year[1]
- 2015 "Chittiyaan Kalaiyaan" with Meet Bros Anjjan from the film  Roy[2]
- 2015 "Chhil Gaye Naina" with Dipanshu Pandit from the film  NH10[3]
- 2015 "Desi Look" from the film  Ek Paheli Leela[4]
- 2015 "We Could Be Heroes" for the Ten Cricket project[5]

## Premios
- Premios Icono del Siglo XXI,
- 2017 Inspirational Icon Award[6]
- Filmfare Awards
  - 2015 Best Female Playback Singer for "Baby Doll" from Ragini MMS 2[7]
- Screen Awards
  - 2015 Nominated: Best Female Playback Singer for "Baby Doll" from Ragini MMS 2[8]
- Stardust Awards
  - 2014 Best Playback Singer – Female for "Baby Doll" from Ragini MMS 2[9]
- Star Guild Awards
  - 2015 Best Female Playback Singer for "Baby Doll" from  Ragini MMS 2[10]
- BIG Star Entertainment Awards
  - 2014 Most Entertaining Singer (Female) for  "Lovely" from Happy New Year[11][12]
  - 2014 Nominated Most Entertaining Singer (Female) for "Baby Doll" from Ragini MMS 2